# 直接带隙和间接带隙
直接能隙（英语：Direct band gaps）是指半导体材料的导带底的极小值和价带顶的极大值在k空间内对应同一个k值的能带结构，具有这种结构的半导体称为直接跃迁型半导体（或称直接带隙半导体）。直接带隙结构中，电子由价带顶跃迁至导带底时保持k不变，并吸收光子。
间接能隙（英语：Indirect band gaps）是指半导体材料的导带底的极小值和价带顶的极大值在k空间内对应不同k值的能带结构，具有这种结构的半导体称为间接跃迁型半导体（或称间接带隙半导体）。间接带隙结构中，电子由价带顶跃迁至导带底时动量发生改变，因此电子跃迁时除吸收光子外还要吸收或发射声子，这样才能满足动量守恒的要求。

## 材料特性
非直接跃迁是一个二级过程，其发生的机率很小（约为直接跃迁的1/1000）。相较之下，直接跃迁型材料更适合用作新型发光材料。

## 材料举例
直接带隙半导体材料：GaAs，GaN，InN，InP，GaSb，InAs，InSb等
间接带隙半导体材料：Ge，Si，AlP，GaP，BAs，AlAs，AlSb等